# Puente Vincent Thomas
El puente Vincent Thomas (del inglés: Vincent Thomas Bridge) es un puente colgante que cruza el puerto de Los Ángeles en el estado estadounidense de California, conecta San Pedro, Los Ángeles, con Terminal Island.

## Descripción

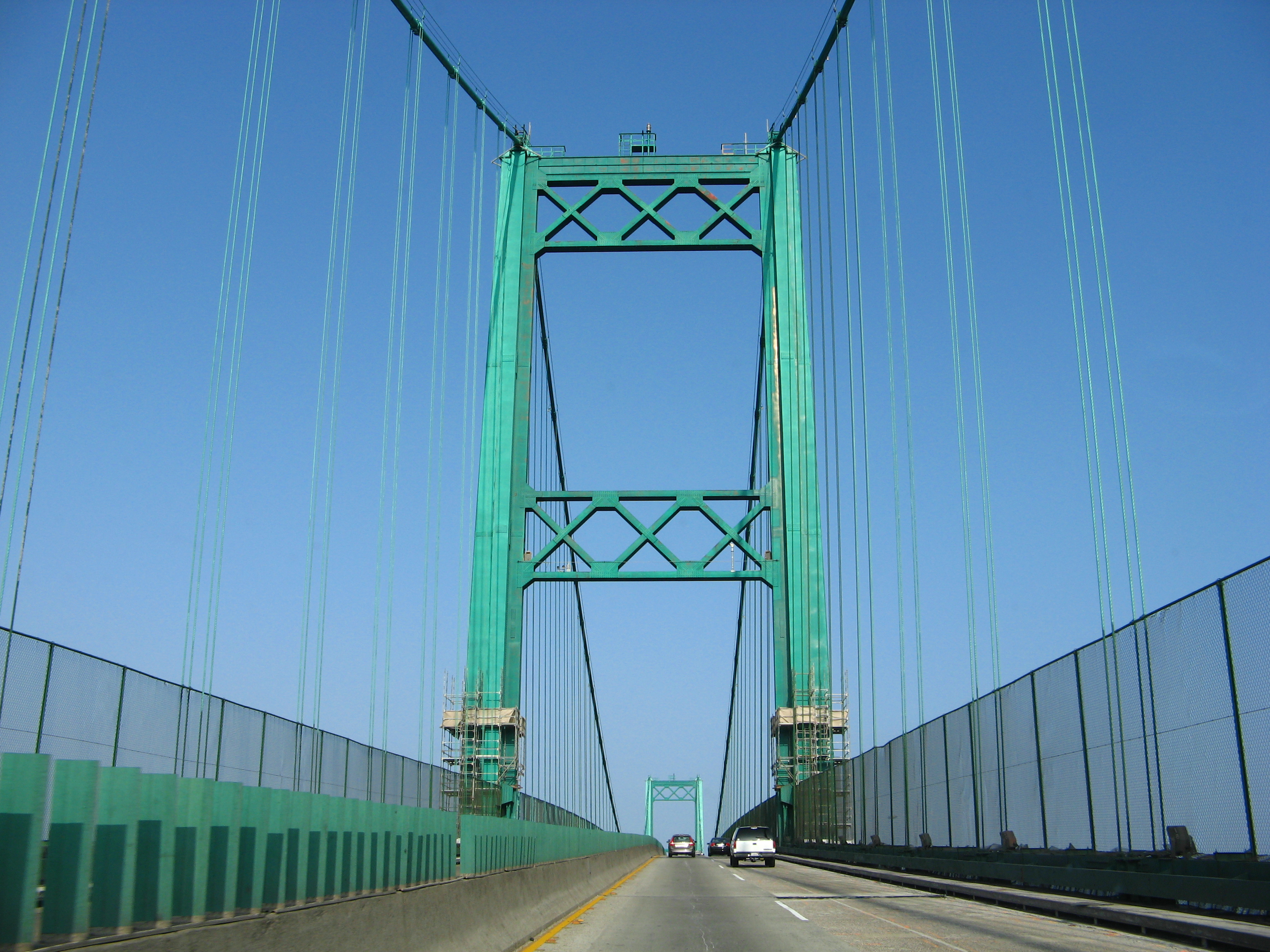
Vista hacia el este durante la conducción a lo largo del puente.

El puente está señalizado como parte de la Ruta Estatal 47. Fue nombrado así por el asambleísta californiano Vincent Thomas de San Pedro. El puente es el 76.º más largo del mundo. El gálibo en la parte navegable es de 185 pies de altura.
El 26 de octubre de 1990, el nadador ganador de una medalla de bronce en los Juegos Olímpicos de 1964, Lawrence Andreasen, murió al tratar de imponer un récord haciendo un clavado desde la torre oeste.
El 19 de agosto de 2012, el director británico Tony Scott, conocido por ser el director de Top Gun y hermano de Ridley Scott, se suicidó al saltar del puente.

## Fotografías

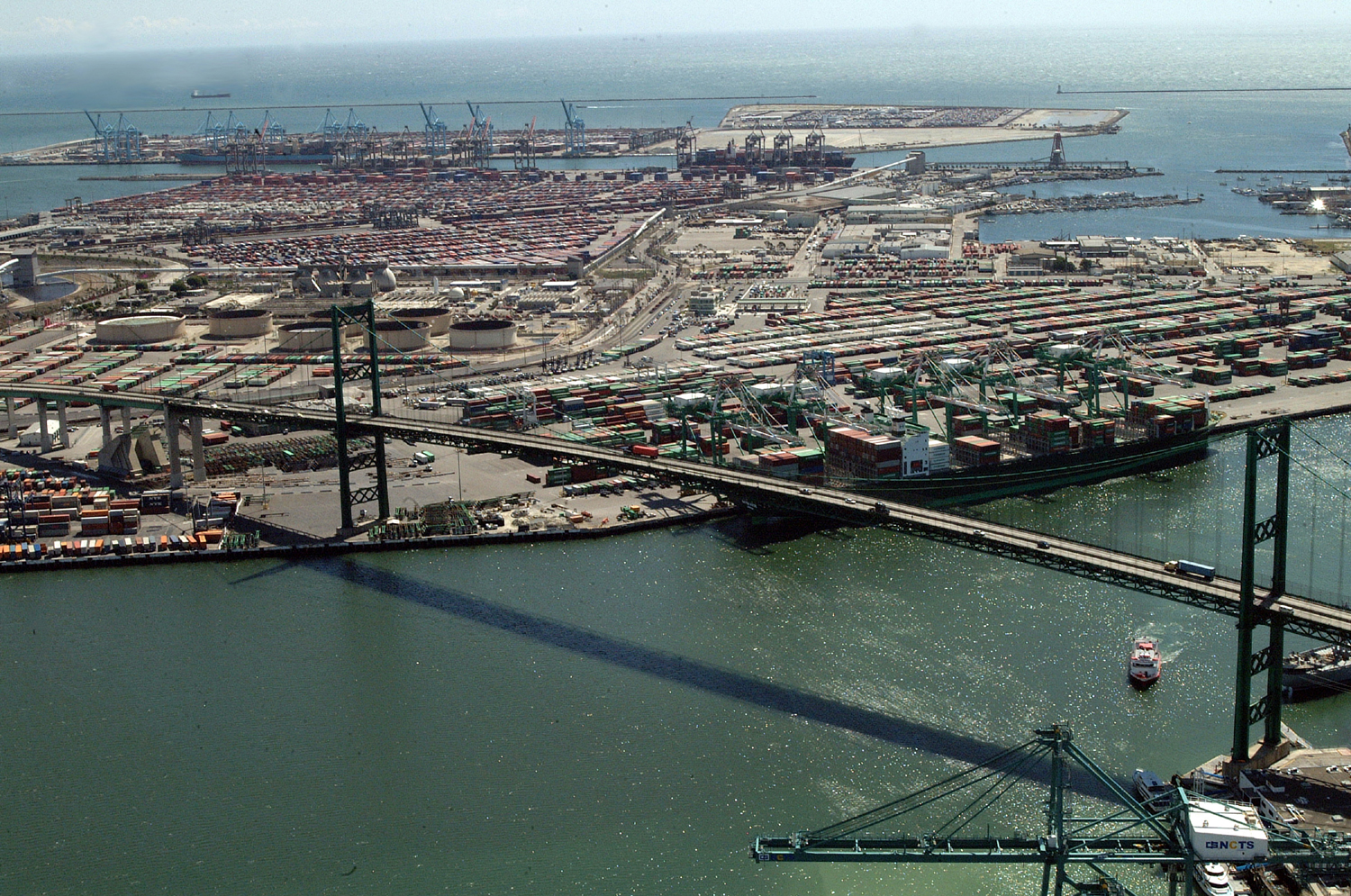
El Puente de Vincent Thomas y el Puerto de Los Ángeles.
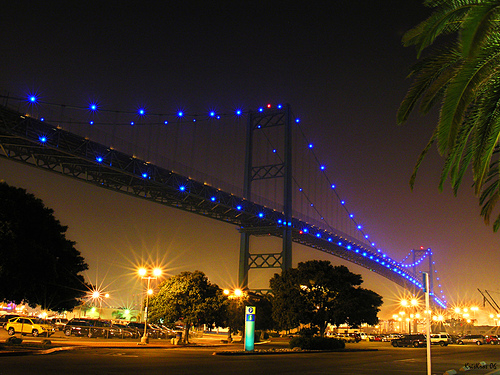
El Puente de Vincent Thomas iluminado en la noche con luces de LED azul.